# Mérignac (Charente-Maritime)
Mérignac ist eine südwestfranzösische Gemeinde mit 235 Einwohnern (Stand: 1. Januar 2022) im Département Charente-Maritime in der Region Nouvelle-Aquitaine (vor 2016 Poitou-Charentes). Sie gehört zum Arrondissement Jonzac und zum Kanton Les Trois Monts. Die Einwohner werden Mérignacais genannt.

## Lage
Mérignac liegt etwa 60 Kilometer nordnordöstlich von Bordeaux an der Seugne. Umgeben wird Mérignac von den Nachbargemeinden Messac im Norden, Chantillac im Osten, Le Pin im Süden, Sousmoulins im Südwesten sowie Pommiers-Moulons im Westen.

## Bevölkerungsentwicklung
| Jahr                       | 1962 | 1968 | 1975 | 1982 | 1990 | 1999 | 2008 | 2019 |
| Einwohner                  | 254  | 240  | 222  | 176  | 179  | 206  | 202  | 219  |
| Quellen: Cassini und INSEE |      |      |      |      |      |      |      |      |

## Sehenswürdigkeiten
- Kirche Saint-Étienne aus dem 12. Jahrhundert, Monument historique seit 1911
- Protestantische Kirche

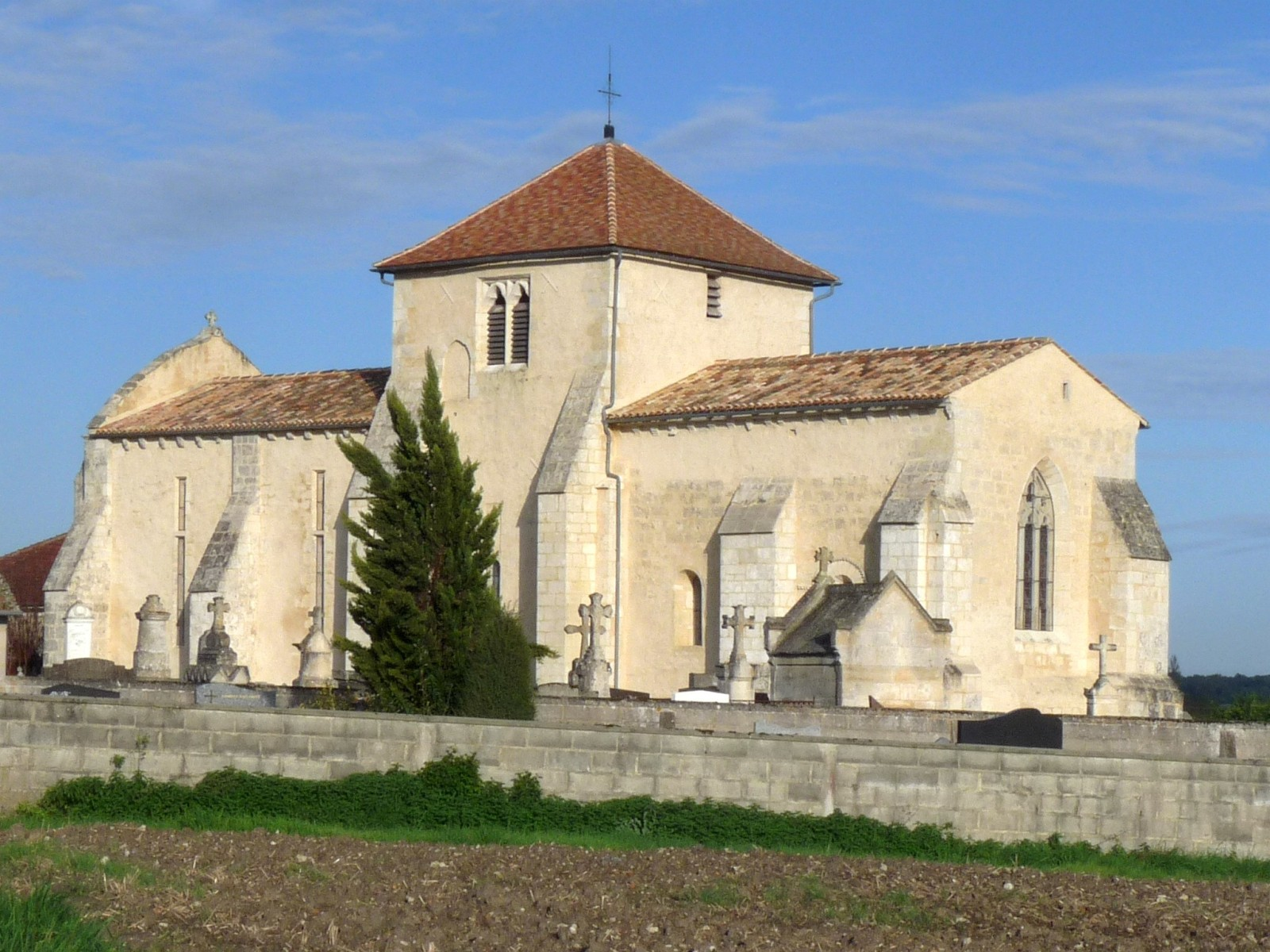
Kirche Saint-Étienne
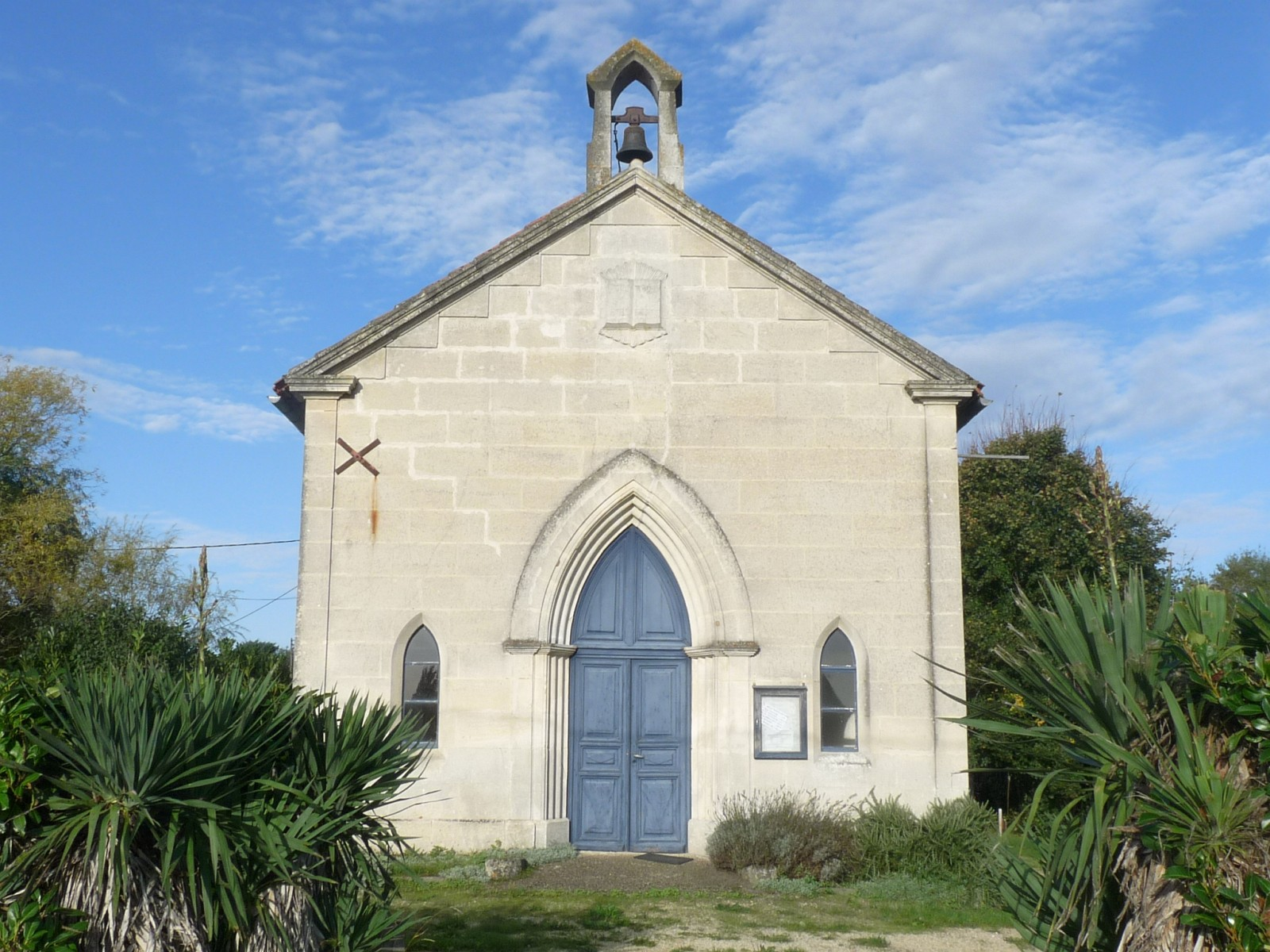
Protestantische Kirche